# Aechmea dactylina
Aechmea dactylina är en gräsväxtart som beskrevs av John Gilbert Baker. Aechmea dactylina ingår i släktet Aechmea och familjen Bromeliaceae. Inga underarter finns listade i Catalogue of Life.